# Венский трамвай
Венские уличные железные дороги ведут свою историю с открытия в 1865 году конки. С 1897 года началась постепенная электрификация сети. Пик развития сети пришёлся на конец 20-х, начало 30-х годов XX века, с этого времени густота и протяжённость сети снижаются в связи с заменой трамвая метрополитеном на наиболее загруженных направлениях.
Сеть принадлежит единственному оператору — муниципальной компании «Wiener Linien», которая эксплуатирует также метрополитен и автобусы. За 2015 год венский трамвай перевёз 298,0 миллионов человек и занимает лидирующее место по пассажироперевозкам среди видов городского транспорта, включая метрополитен.

## Подвижной состав
На части маршрутов (9, 10, 18, 30, 33, 38, 41, 42) работают составляющиеся в поезда моторные и прицепные вагоны старого образца с высоким уровнем пола, остальные маршруты укомплектованы частично старыми вагонами, частично — новыми сочленёнными низкопольными составами типа А.

### Вагоны, работающие на линиях на 2012 год

#### Моторные старого образца
- Тип E1 — 145 вагонов (максимальное число в Вене 338) — Годы выпуска 1966—1976; Мест для сидения: 40, Стоячих мест: 65
- Тип E2 — 121 вагон (максимальное число в Вене 122) — Годы выпуска 1978—1990; Мест для сидения: 44, Стоячих мест: 58

#### Прицепные старого образца
- Тип c3 — 40 вагона (максимальное число в Вене 190) — Годы выпуска 1959—1962; Мест для сидения: 32, Стоячих мест: 43
- Тип c4 — 72 вагона (максимальное число в Вене 73) — Годы выпуска 1974—1977; Мест для сидения: 31, Стоячих мест: 43
- Тип c5 — 116 вагонов (максимальное число в Вене 117) — Годы выпуска 1978—1990; Мест для сидения: 32, Стоячих мест: 39

### Низкопольные сочленённые составы

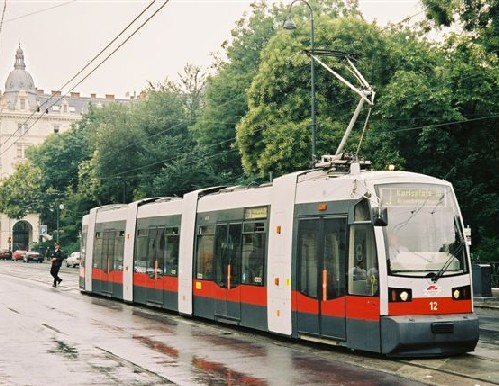
Вагон тип A

- Тип A — 51 вагон — Годы выпуска 1995—2006; Мест для сидения: 42, Стоячих мест: 94
- Тип A1 — 80 вагонов — Годы выпуска 2006- ; Мест для сидения: 42, Стоячих мест: 94
- Тип B — 101 вагон — Годы выпуска 1995—2005; Мест для сидения: 66, Стоячих мест: 143\
- Тип В1 — 63 вагонов — Годы выпуска 2009- ; Мест для сидения: 66, Стоячих мест: 143

### Трамвайные парки
(по состоянию на начало 2013 года)
- Депо Фаворитен (нем. Favoriten) (Маршруты: D, O, 1, 6, 18, 67, 71, VRT)
  - Парк Зиммеринг (нем. Simmering) (Маршруты: 6, 71)

- Депо Флоридсдорф (нем. Floridsdorf) (Маршруты: 2, 5, 25, 26, 30, 31, 33)
  - Парк Бригиттенау (нем. Brigittenau) (Маршруты: 2, 5, 33)
  - Парк Кагран (нем. Kagran) (Маршруты: 25, 26)

- Депо Гернальс (нем. Hernals) (Маршруты: D, 1, 9, 37, 38, 40, 41, 42, 43, 44)
  - Парк Гюртель (нем. Gürtel) (Маршруты: D, 1, 37, 38, 40, 41, 42)

- Депо Рудольфсхайм (нем. Rudolfsheim) (Маршруты: 2, 5, 9, 10, 18, 46, 49, 52, 58, 60, 62)
  - Парк Оттакринг (нем. Ottakring) (Маршруты: 2, 10, 46, 49)
  - Парк Шпайзинг (нем. Speising) (Маршруты: 10, 58, 60, 62)

## Маршруты
По состоянию на 2013 год действует 30 маршрутов. Нумерация маршрутов смешанная (номера и литеры), выполнена по топономическому принципу: маршруты разделены на кольцевые (номера в диапазоне от 1 до 18), радиальные (номера в диапазоне от 25 до 71) и диаметральные (буквы латинского алфавита от A до Z — сегодня это D и O). Основой для такой нумерации послужила конфигурация сети, повторяющая радиально-кольцевую структуру города, включающую Ринг, охватывающее центр и проходящее по кольцу бульваров на месте бывших городских стен, и внешнее полукольцо от Главного вокзала до моста Флоридсдорфер.